# Filone di Alessandria
Filone di Alessandria, noto anche come Filone giudeo (Alessandria d'Egitto, 20 a.C. circa – 50 d.C. circa), è stato un filosofo ebreo antico naturalizzato romano vissuto in epoca imperiale.
Si impegnò a risolvere i problemi posti dal rapporto tra l'Antico Testamento e la rivelazione in esso contenuta, da un lato, e i risultati dell'indagine filosofica, dall'altro.

## Biografia
Nelle opere di Flavio Giuseppe si possono trovare i pochi dettagli biografici che lo riguardano.
Sebbene i nomi dei suoi genitori non siano noti, Filone proveniva da famiglia nobile, onorata e benestante. A suo padre, o a suo nonno, Gaio Giulio Cesare aveva concesso la cittadinanza romana. Filone aveva due fratelli, l'alabarca Tiberio Giulio Alessandro Maggiore e Lisimaco.
Nel suo trattato De Providentia, Filone riferisce che si recava frequentemente in pellegrinaggio al Tempio di Gerusalemme per offrire sacrifici a Dio. Questo avveniva, con ogni probabilità, nello stesso periodo in cui fu attivo in Galilea e Giudea Gesù di Nazareth.
Coltissimo esponente della potente comunità ebraica di Alessandria, sede della più importante biblioteca del tempo, nel 39 d.C. fece parte della delegazione inviata a Roma presso l'imperatore romano Caligola per protestare contro le vessazioni subite dagli Ebrei per mano di Flacco, governatore della città.
Egli fu forse il primo esegeta che con una certa sistematicità commentò testi biblici, da lui conosciuti verosimilmente nella traduzione in lingua greca, e fu profondo conoscitore dell'Antico Testamento.

## Pensiero
La sua originalità consiste nell'aver interpretato la Bibbia secondo la filosofia in particolare platonica – tuttavia sono presenti anche elementi tratti dallo stoicismo, dall'epicureismo e da altre correnti filosofiche ellenistiche. Egli vede nella teoria del demiurgo (esposta da Platone nel suo Timeo), il Dio creatore ebraico. 
Il platonismo lo influenza anche per quanto concerne la dottrina dell'esistenza di Dio: Dio è ineffabile e il linguaggio non è uno strumento sufficiente per esprimerne l'essenza.
Affermò che il Dio personale dell'Antico Testamento dovesse prevalere su quello dei filosofi. Fu il primo ad asserire che Dio è ineffabile e innominabile. Egli è massima generalità e semplicità, ma privo di antropomorfismo. Descrisse il Logos come una sostanza spirituale incorporea e come il mediatore della creazione.
Fu il primo filosofo a introdurre la parola greca ἔκστασις (estasi), utilizzata per indicare, nelle sue parole, "lo stato d’animo di un uomo ispirato e posseduto da Dio", esemplificato dai profeti.
Filone teorizzò il metodo dell'interpretazione allegorica fondata sulla distinzione tra due significati presenti nel testo: la lettera e lo spirito; lo spirito racchiude il significato più autentico.
I testi mosaici del Pentateuco, contenenti la descrizione della creazione e le fondamentali leggi divine, insieme con gli altri testi accorpati a questi, furono da Filone, accanto al loro significato più immediato e letterale, arricchiti di un significato allegorico. Questo modo di leggere i testi biblici ebbe di lì a breve molta fortuna e costituì il metodo interpretativo principale per la tradizione neoplatonica di area ebraica.

## Opere

### Commentari allegorici
Le opere di Filone improntate a una interpretazione allegorica sono:
1. Legum allegoriae, libri i.-iii., Gen. ii. 1-iii. 1a, 8b-19 (sulla completezza e sui contenuti di questi tre libri e sull'esatto collegamento dei libri i. e ii., si rinvia a Schürer, Geschichte iii. 503);
2. De cherubim, Gen. iii. 24, iv. 1;
3. De sacrificiis Abelis et Caini, Gen. iv. 2-4 (cfr. Schürer, l.c. p. 504);
4. De eo quod deterius potiori insidiatur;
5. De posteritate Caini, Gen. iv. 16-25 (vedi Leopold Cohn e Paul Wendland, Philonis Alexandrini, etc., ii., pp. xviii. et seq., 1-41; Philologus, lvii. 248-288);
6. De gigantibus, Gen. vi. 1-4;
7. Quod Deus sit immutabilis, Gen. vi. 4-12 (Schürer [l.c. p. 506] correttamente collega N. 6 e 7 in un solo libro; Massebieau (Bibliothèque de l'Ecole des Hautes Etudes, p. 23, note 2, Paris, 1889) aggiunge dopo il N. 7 i libri perduti Περὶ Διαϑηκῶν);
8. De agricultura Noë, Gen. ix. 20 (cfr. Von Arnim, Quellenstudien zu Philo von Alexandria, 1899, pp. 101–140);
9. De ebrietate, Gen. ix. 21 (sul secondo libro perduto vedi Schürer, l.c. p. 507 e Von Arnim, l.c. pp. 53–100);
10. Resipuit; Noë, seu De Sobrietate, Gen. ix. 24-27;
11. De confusione linguarum, Gen. xi. 1-9;
12. De migratione Abrahami, Gen. xii. 1-6;
13. Quis rerum divinarum heres sit, Gen. xv. 2-18 (sull'opera Περὶ Μισϑῶν citata in questo trattato vedi Massebieau, l.c. pp. 27 et seq., note 3);
14. De congressu quærendæ eruditionis gratia, Gen. xvi. 1-6;
15. De fuga et inventione, Gen. xvi. 6-14 (a volte riportato in edizioni più datate col titolo De Profugis);
16. De mutatione nominum, Gen. xvii, 1-22 (sul frammento De Deo, che contiene un commentario a Gen. xviii. 2, vedi Massebieau, l.c. p. 29);
17. De somniis, libro i., Gen. xxviii. 12 e seg., xxxi. 11 e seg. (il sogno di Giacobbe); De somniis, libro ii., Gen. xxxvii. 40 e seg. (i sogni di Giuseppe, del coppiere, del fornaio e del Faraone). Altri tre libri di Filone sui sogni sono andati perduti. Il primo di questi (sui sogni di Abimelech e Labano) precedeva l'attuale libro I, e discuteva sui sogni in cui Dio stesso parlò ai dormienti, tema che ben si ricollega a Gen. xx. 3. Sulla fonte dossografica utilizzata da Filone nel libro i., § 4 [i. 623], vedi Wendland in Sitzungsbericht der berliner Akademie. 1897. N. xlix. 1-6.

### Sui patriarchi
Filone scrisse un'opera sistematica concernente Mosè e il decalogo, introdotta dal trattato De opificio mundi, che nelle attuali edizioni precede De allegoriis legum, vol.i (De abrahamo, § 1 [ii. 1], con De præmiis et pœnis, § 1 [ii. 408]). La Creazione, secondo Filone, è il fondamento della legislazione mosaica, che è in completa armonia con la natura (De Opificio Mundi, § 1 [i. 1]). L'esposizione della Legge è suddivisa in due sezioni. Nella prima sezione, vi sono le biografie di uomini quali, Enos, Enoch, Noè, Abramo, Isacco, e Giacobbe, che precedettero le svariate leggi scritte della Torah. Questi furono i Patriarchi, viventi personificazioni della virtù secondo la legge naturale prima ancora che vi fossero leggi scritte.

### Sulla legge
Nella seconda sezione vengono discusse in dettaglio le leggi: per primi i dieci comandamenti (il Decalogo), quindi i precetti derivanti da ciascun comandamento. L'opera è suddivisa nei seguenti trattati:
1. De opificio mundi (cfr. Siegfried in Zeitschrift für Wissenschaftliche Theologie, 1874, pp. 562–565; l'importante edizione estrapolata di questo trattato fatta da L Cohn, Breslau, 1889, precedeva l'edizione dello stesso Philonis Alexandrini, ecc., 1896, i.).
2. De Abrahamo, su Abramo, simboleggiante la rettitudine acquisita tramite la conoscenza. Le vite di Isacco e Giacobbe sono andate perdute. I tre patriarchi erano intesi a rappresentare l'ideale condizione cosmopolita del mondo.
3. De Josepho, la vita di Giuseppe, proposta per mostrare come l'uomo saggio deve agire nella realtà quotidiana.
4. De vita Mosis, libri i.-iii.; Schürer, l.c. p. 523, riunisce i tre libri in due solo; ma, come Massebieau dimostra (l.c. pp. 42 et seq.), un passaggio, benché sia difficile possa essere un intero libro, è mancante alla fine dell'attuale secondo libro (Wendland, in Hermes, xxxi. 440). Schürer (l.c. pp. 515, 524) esclude questo trattato dal contesto, nonostante egli ammetta che, da un punto di vista letterario, esso possa rientrare in questo gruppo di opere; tuttavia egli considera il De vita Mosis estraneo in generale al tema dell'opera, dato che Mosè, a differenza dei Patriarchi, non può essere inteso come un modello universalmente valido di azione morale, e nemmeno può essere descritto come tale. Su quest'ultimo punto si può essere d'accordo, tuttavia resta in piedi la questione se sia necessario considerare tale materia sotto questa luce. Sembra più naturale far precedere la discussione sulla legge dalla biografia del legislatore, mentre è da considerare artificioso e repentino il passaggio da Giuseppe al tema della legislazione, dall'uomo di governo che nulla ha a che fare con le leggi divine alla discussione di queste medesime leggi. Mosè, come uomo perfetto, unisce in sé, in un certo qual modo, tutte le facoltà tipiche dei patriarchi. È sua la "mente più pura" (De Mutatione Nominum, 37 [i. 610]), egli è il "virtuoso per eccellenza" che è stato purificato di tutte le passioni (De Allegoriis Legum, iii. 45, 48 [i. 113, 115]). Essendo il prescelto per ricevere la rivelazione divina, egli è anche il più adatto ad annunciarla agli altri nella forma dei Comandamenti(ib. iii. 4 [i. 89 et seq.]).
5. De decalogo, è il trattato introduttivo al Decalogo.
6. De specialibus legibus, in questo trattato Filone cerca di ordinare in sistema le varie leggi della Torah, e di conformarle ai 10 Comandamenti. Infatti al primo e al secondo comandamento è aggiunta la norma relativa ai sacerdoti e ai sacrifici; al terzo (non pronunciare il nome del Signore, Dio tuo, invano), le norme relative a bestemmie e giuramenti, etc.; al quarto (ricordati di santificare il giorno del riposo), le regole delle festività; al quinto (onora il padre e la madre), il rispetto per i parenti, gli anziani, etc.; al sesto, le leggi civili e penali; al settimo, le leggi sul matrimonio; all'ottavo, le leggi relative al furto; al nono, le leggi sulla testimonianza; infine al decimo, le leggi sulla concupiscenza[5]. Il primo libro contiene i seguenti trattati presenti nelle correnti edizioni: De circumcisione; De monarchia, libri i. e ii.; De sacerdotum honoribus; De victimis. Riguardo alla divisione del libro in queste sezioni e ai titoli delle più recenti sezioni ritrovate, si veda Schürer, l.c. p. 517; Wendland, l.c. pp. 136 e seg. Il secondo libro contiene una sezione intitolata pure De Specialibus Legibus (ii. 270-277), cui è aggiunto il trattato De septenario, che è, comunque, incompleto in Mangey. La parte più cospicua della porzione mancante fu messo a disposizione da Mai (1818) con il titolo De cophini festo et de colendis parentibus, nella edizione Richter, v. 48-50, Leipsic, 1828. Il testo completo del secondo libro fu pubblicato da Tischendorf nella sua Philonea (pp. 1–83). Il terzo libro è incluso con il titolo De specialibus legibus nella edizione Mangey, ii. 299-334. Il quarto libro è intitolato anche De Specialibus Legibus; a esso sono aggiunte le ultime sezioni portanti nelle consuete edizioni i titoli De Judice e De Concupiscentia; inoltre sono incluse, come appendice, le sezioni De justitia e De creatione principum.
7. I trattati De fortitudine, De caritate, e De pœnitentia sono una specie di appendice a De specialibus legibus. Schürer (l.c. pp. 519 [note 82], 520-522) collega questi trattati in un singolo libro che, egli ritiene sia stato scritto da Filone
8. De præmiis et pœnis e De execratione. Sul collegamento fra questi trattati vedi Schürer, l.c. pp. 522 et seq. Così si conclude l'esposizione della Legge Mosaica.

### Opere varie
1. Quod omnis probus liber, è la seconda metà di un'opera sulla libertà dell'uomo probo basata sui principi dello Stoicismo. L'autenticità di quest'opera è stata messa in discussione da Zecharias Frankel (in Monatsschrift, ii. 30 e seg., 61 e seg.), da Heinrich Graetz (Gesch. iii. 464 e seg.), da Ansfeld (1887), Hilgenfeld (in Zeitschrift für Wissenschaftliche Theologie, 1888, pp. 49–71), e altri autori. Paul Wendland, Ohle, Emil Schürer, Massebieau, e Krell considerano quest'opera autentica, fatta eccezione dei passaggi interpolati riguardanti gli Esseni.
2. In Flaccum e De legatione ad Gaium descrivono la persecuzione degli ebrei alessandrini durante il principato di Caligola; questo resoconto, consistente originalmente in cinque libri, è giunto a noi solo in parte (vedi Schürer, l.c. pp. 525 e seg.; vedi anche Philo's Flaccus: The First Pogrom, introduction, translation and commentary by Pieter Willem van der Horst, Brill, Leiden 2003; Society of Biblical Literature, Atlanta 2005). Con quest'opera Filone intendeva mostrare la spaventosa punizione inflitta da Dio ai persecutori degli Ebrei (sulla predilezione di Filone per temi simili vedi Siegfried, Philo von Alexandria, p. 157). In De legatione ad Gaium Filone menziona il prefetto della Giudea Ponzio Pilato, noto per aver condannato a morte Gesù di Nazareth, descrivendolo come corrotto ed incapace.[6]
3. De Providentia, quest'opera giunta a noi solo in lingua armena, è stata data alle stampe da Aucher nel 1822 corredata di una traduzione latina che Richter e altri hanno poi ripubblicato (sui frammenti greci di quest'opera si rinvia a Schürer, l.c. pp. 531 e seg.).
4. De animalibus, anche quest'opera ci è giunta solo in lingua armena. Filone in dialogo coi nipoti Lisimaco e Alessandro sostiene la tesi tradizionale, aristotelica, che gli animali non hanno la capacità di scegliere tra bene e male (si veda Schürer, l.c. p. 532; in Richter's ed. viii. 101-144).
5. ϓποθετικά (Counsels), quest'opera è conosciuta solo tramite i frammenti riportati da Eusebio in Præparatio Evangelica, viii. 6, 7. Il significato del titolo è oggetto di discussione, potrebbe, secondo alcuni, essere ricollegato alla seguente opera.
6. Περὶ Ἰουδαίων un'apologia degli Ebrei (Schürer, l.c. pp. 532 e seg.).[7]
7. De incorruptibilitate mundi. Dagli anni della sua pubblicazione, con le ricerche di Bernays,si è ritenuto che quest'opera potesse essere spuria. Oggi gli studiosi tendono a considerarla opera filoniana. Nel trattato è messa in particolare luce la teoria peripatetica secondo la quale il mondo è eterno e indistruttibile. Bernays ha dimostrato, inoltre, che il testo risulta confuso per una errata impaginazione e ha intelligentemente provveduto a ripristinarlo (Gesammelte Abhandlungen, 1885, i. 283-290; Abhandlung der Berliner Akademie, 1876, Philosophical-Historical Division, pp. 209–278; ib. 1882, sect. iii. 82; Von Arnim, l.c. pp. 1–52). Il testo giuntoci non è completo; tuttavia una delle tesi avallata dagli studiosi sullo statuto dell'opera è che il trattato appartenga al genere letterario della quaestio infinita.[8]

### De Vita Contemplativa
De Vita Contemplativa (su titoli diversi cfr. Schürer, l.c. p. 535). Quest'opera descrive il modus vivendi e le ricorrenze religiose di una comunità di asceti Ebrei, i Terapeuti, che, secondo l'autore, sono diffusi dappertutto ma si incontrano specialmente in ogni casa dell'Egitto. L'autore, comunque si limita a descrivere una colonia di eremiti che vive sulle rive del lago Mareotis in Egitto, dove ognuno vive nella propria dimora. Per sei giorni sono in devota contemplazione, principalmente, della Sacra Scrittura. Al settimo giorno uomini e donne si riuniscono in una sala dove la guida della comunità tiene un sermone consistente in una interpretazione allegorica di un passaggio delle Scritture. Il quindicesimo giorno è occasione di una celebrazione speciale. La cerimonia incomincia con un pasto frugale consistente in pane, vegetali conditi con sale e acqua; durante il pranzo viene commentato un passaggio delle Scritture. Al termine del pasto i membri della comunità a turno cantano diversi tipi di inni religiosi, l'assemblea a sua volta risponde con un ritornello. La cerimonia termina con una rappresentazione corale in ricordo della cerimonia che Mosè e Miriam organizzarono dopo l'attraversamento del Mar Rosso, le voci degli uomini e delle donne unite in armonia si alzano al cielo fino al sorgere del sole. Dopo la preghiera del mattino recitata in comune ognuno torna alla sua dimora per riprendere la contemplazione. Questa è la vita contemplativa (βίος θεωρητικός, bios theōrētikós) condotta da questi Θεραπευταί (therapeutài ovvero "servi di Yhwh").
La Chiesa antica considerava questi Therapeutae come una dissimulazione dei monaci cristiani. Questa posizione ha trovato sostenitori anche in tempi recenti; in particolare è stata ampiamente recepita l'opinione di Lucius secondo cui la comunità monastica del III secolo è stata in quest'opera esaltata sotto spoglie ebraiche ("Die Therapeuten," 1879). Tuttavia il rituale della comunità, complessivamente estraneo alle posteriori tradizioni cristiane, sembrerebbe confutare questa possibilità. In special modo la cerimonia principale, la rappresentazione corale della traversata del Mar Rosso, non pare avere significato così fondativo per i cristiani; né ci sono mai state nella Chiesa cristiana cerimonie notturne celebrate unitamente da uomini e donne. Massebieau (Revue de l'histoire des religions, 1887, xvi. 170 e seg., 284 e seg.), F. C. Conybeare ("Philo About the Contemplative Life," Oxford, 1895), e Wendland (Die Therapeuten, ecc., Leipsig, 1896) attribuiscono l'intera opera a Filone, basando la loro convinzione su motivi linguistici che sembrano abbastanza decisivi. Tuttavia, bisogna sottolineare grandi discordanze fra le concezioni fondamentali dell'autore di De vita contemplativa e quelle di Filone. Quest'ultimo guarda all'affinità intercorrente tra cultura e filosofia greche, l'altro autore è ostile verso la filosofia greca (vedi Siegfried in Protestantische Kirchenzeitung, 1896, No.42). Infatti, questi ripudia una scienza che annoverava fra i suoi seguaci i Pitagorici con i loro misteri, uomini ispirati come Parmenide, Empedocle, Zenone, Cleante, Eraclito, e Platone, pensatori che invece Filone apprezzava (Quod omnis probus, i., ii.; Quis rerum divinarum heres sit, 43; De Providentia, ii. 42, 48, etc.). L'autore di De vita contemplativa considera il simposio come una riprovevole, ordinaria bisboccia. Tale posizione non può essere spiegata come una diatriba stoica; perché in tal caso Filone non sarebbe certo ritornato su questo argomento. Infatti, Filone non si sarebbe mai permesso di interpretare l'eros platonico nel modo volgare in cui viene presentato in De vita contemplativa, 7 (ii. 480), dato che egli ripetutamente usa il mito del Doppio allegoricamente nella sua interpretazione delle Scritture (De opificio mundi, 24; De allegoriis legum, ii. 24). Inoltre, bisogna tener presente che Filone in nessun'altra sua opera menziona queste comunità di asceti allegorizzanti, che certamente avrebbero suscitato il suo interesse se fosse stato a conoscenza della loro esistenza. Tuttavia, è possibile che degli allievi di Filone successivamente abbiano fondato vicino ad Alessandria delle comunità di questo genere che cercarono di realizzare l'ideale del maestro per una vita pura vittoriosa sulle passioni e i sensi; ed è anche possibile che questi allievi siano stati responsabili dello sviluppo unilaterale di certi principi del maestro. Pur desiderando rinunciare ai piaceri del mondo, Filone aderì alla cultura scientifica ellenistica, che invece viene riprovata dall'autore di quest'opera. Benché agognasse a una vita contemplativa e ne lamentasse la mancanza (De specialibus legibus, 1 [ii. 299]) Filone non privò la comunità alessandrina del proprio operato.

### Altre opere attribuite a Filone
- Libro della Sapienza di Salomone, forse il libro più recente dell'Antico Testamento. San Girolamo (nel 405) e san Bonaventura (nel 1482) attribuirono il libro a Filone. Così anche Bacchisio Raimondo Motzo nel suo "Saggi di storia e letteratura giudeo-ellenistica" (1924), nonché Giuseppe Scarpat nel 1967 in "Rivista Biblica n. 2".
- De mundo, è una collezione di brani tratti dalla precedente opera (cfr. Wendland, Philo, ii., pp. vi.-x.).
- De Sampsone e De Jona, due omelie pervenute soltanto in armeno, pubblicate da Aucher con traduzione in latino. Si tratta verosimilmente di sermoni Giudeo-ellenistici.
- Interpretatio Hebraicorum nominum, è una collezione, stilata da un anonimo ebreo, riportante i nomi ebraici ricorrenti nelle opere di Filone. Origene ampliò questo elenco aggiungendo i nomi presenti nel Nuovo Testamento; Girolamo ne fece una revisione. Riguardo alla etimologia dei nomi presenti nelle opere esegetiche di Filone si veda sotto.

### Opere pseudoepigrafe
- Liber antiquitatum biblicarum, che venne stampato nel XVI secolo e che in seguito è andato disperso. Oggi è attribuito a un autore sconosciuto del I secolo detto Pseudo-Filone ed è stato oggetto di discussione da parte di Leopold Cohn in Jewish Quarterly Review. 1898, x. 277-332. Quest'opera narra la storia biblica a partire da Adamo fino al re Saul (vedi Schürer, l.c. p. 542).
- Breviarium de temporibus, opera redatta dal falsario Annio da Viterbo e pubblicata nei suoi Antiquitatum variarum volumina XVII (vedi anche Schürer, l.c. nota 168).